# Team ASOBI
Team ASOBI（チーム アソビ）は、東京のゲーム開発スタジオ。ソニー・インタラクティブエンタテインメント（SIE）の社内組織PlayStation Studiosの一つである。
当初はSIEジャパンスタジオの内部で2012年に設立された少人数のチームだったが、2021年4月にジャパンスタジオが再編、統合された結果、Team ASOBIが新たなスタジオとして正式に誕生した。

## 歴史
2012年にジャパンスタジオの内部にニコラ・ドゥセによって設立され、当初は数人で新たなハードウェアを使った技術デモに取り組んでいた。名前は日本語の「遊び」に由来している。
Team ASOBIの最初のゲームはPlayStation 4（PS4）用のPlayStation CameraとDualShock 4を活用した『The Playroom』（2013年）だった。『The Playroom』は10名の開発者によって作られ、全てのPS4にプリインストールされた。その後、2016年に発売されたPlayStation VRの同梱ソフト『The Playroom VR』を開発した。『The Playroom』に登場する小さな人型ロボットのキャラクターは当初は｢AR BOTS｣と名付けられていたが、その後名前が「アストロ」に変わり、『ASTRO BOT: RESCUE MISSION』（2018年）や『ASTRO's PLAYROOM』（2020年）の主役キャラクターに発展した。
2020年から2021年の初頭にかけて、SIEジャパンスタジオの開発者たちが相次いで退職した。2021年2月、SIEはジャパンスタジオを再編し、Team ASOBIを中心とした組織へ統合すると発表した。2021年6月、SIEはTeam ASOBIの新しいロゴと共に、Team ASOBIがPlayStation Studiosの新たなスタジオとして加わったと正式に発表した。2022年時点でスタジオの規模は60名以上に拡大した。
2024年5月、新組織としての最初のゲームである『ASTRO BOT』を発表して、同年9月に発売をした。

## 開発したゲーム
| 年   | タイトル                  | プラットフォーム |
| ---- | ------------------------- | ---------------- |
| 2013 | The Playroom              | PlayStation 4    |
| 2016 | The Playroom VR           | PlayStation 4    |
| 2018 | ASTRO BOT: RESCUE MISSION | PlayStation 4    |
| 2020 | ASTRO's PLAYROOM          | PlayStation 5    |
| 2024 | ASTRO BOT                 | PlayStation 5    |

## 受賞
- Golden Joystick Awards 2024 - Studio of the Year[23]
- PlayStation.Blog ゲーム・オブ・ザ・イヤー 2024 - スタジオ賞 プラチナトロフィー[24]